# Gara Dej Triaj
Gara Dej Triaj este o stație de cale ferată care deservește municipiul Dej, România.